# Pardalotus striatus
Il pardaloto striato (Pardalotus striatus (Gmelin, 1789)) è un uccello passeriforme della famiglia Pardalotidae.

## Descrizione

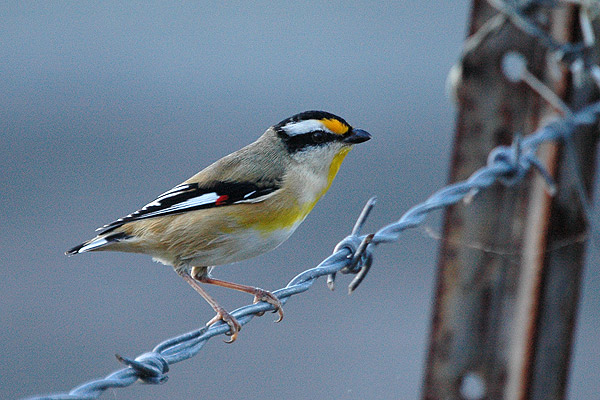
Esemplare a Brisbane.

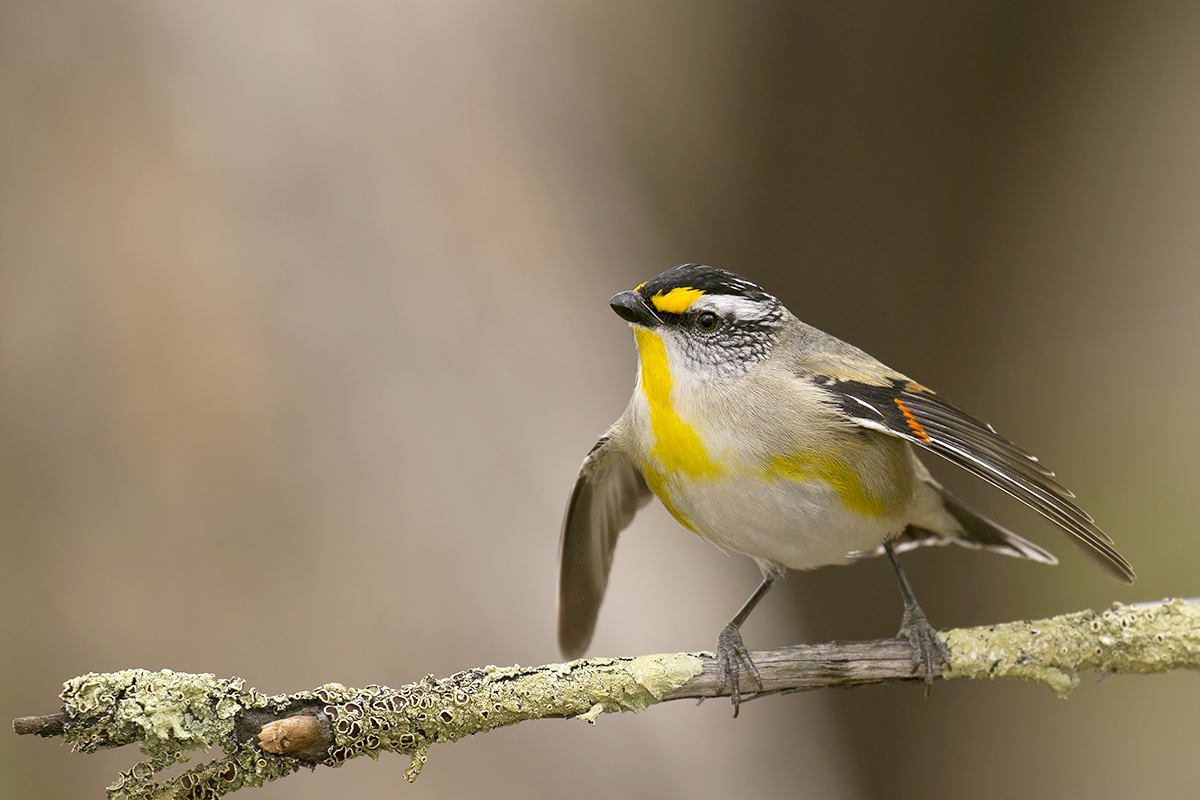
Esemplare spiega le ali, mostrando il disegno sulle primarie.

### Dimensioni
Misura 9–12 cm di lunghezza, per 9-15 g di peso.

### Aspetto
Si tratta di uccelli dall'aspetto robusto e paffuto, muniti di grossa testa con becco corto e forte di forma conica, ali appuntite, zampe corte e forti e coda corta e squadrata.
Il piumaggio è nero su fronte e vertice, con penne della nuca nere dalla punta grigiastra: il sopracciglio è giallo in prossimità del becco e bianco-grigiastro nella parte che giunge fino alla tempia, mentre inferiormente esso è sottolineato da una banda nera che dai lati del becco forma una mascherina fino agli occhi e poco oltre. La gola e la parte superiore del petto sono di colore giallo, mentre il resto della testa è grigio con singole penne dalla base nerastra: i lati del petto ed i fianchi sono di color grigio-cenere con sfumature bruno-cannella, mentre dorso e ali sono di color grigio topo. Il ventre è bianco, e l'area di confine fra il bianco ed il giallo del petto e fra il bianco ed il grigio-bruno dei fianchi è di color oliva-giallastro: il codione è invece giallo, mentre la coda e le remiganti sono nere, queste ultime con orlo bianco e con le primarie dalla base giallina o rosso cupo a seconda della sottospecie.

I due sessi sono simili, ma le femmine tendono a presentare giallo golare e ventrale meno esteso: tali differenze variano tuttavia a livello individuale, e non sono sempre facilmente individuabili.
Il becco è nerastro, le zampe sono di color carnicino-nerastro e gli occhi sono di color bruno-ambrato.

## Biologia

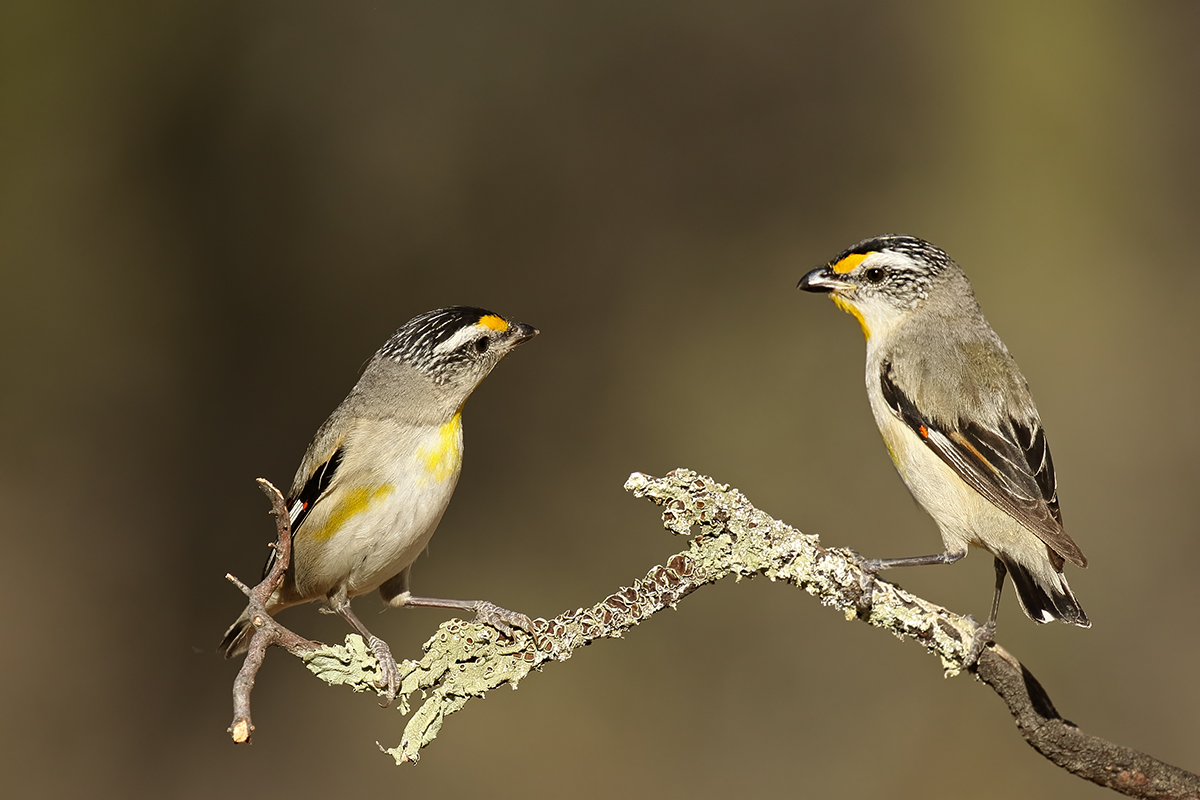
Coppia nel Victoria.

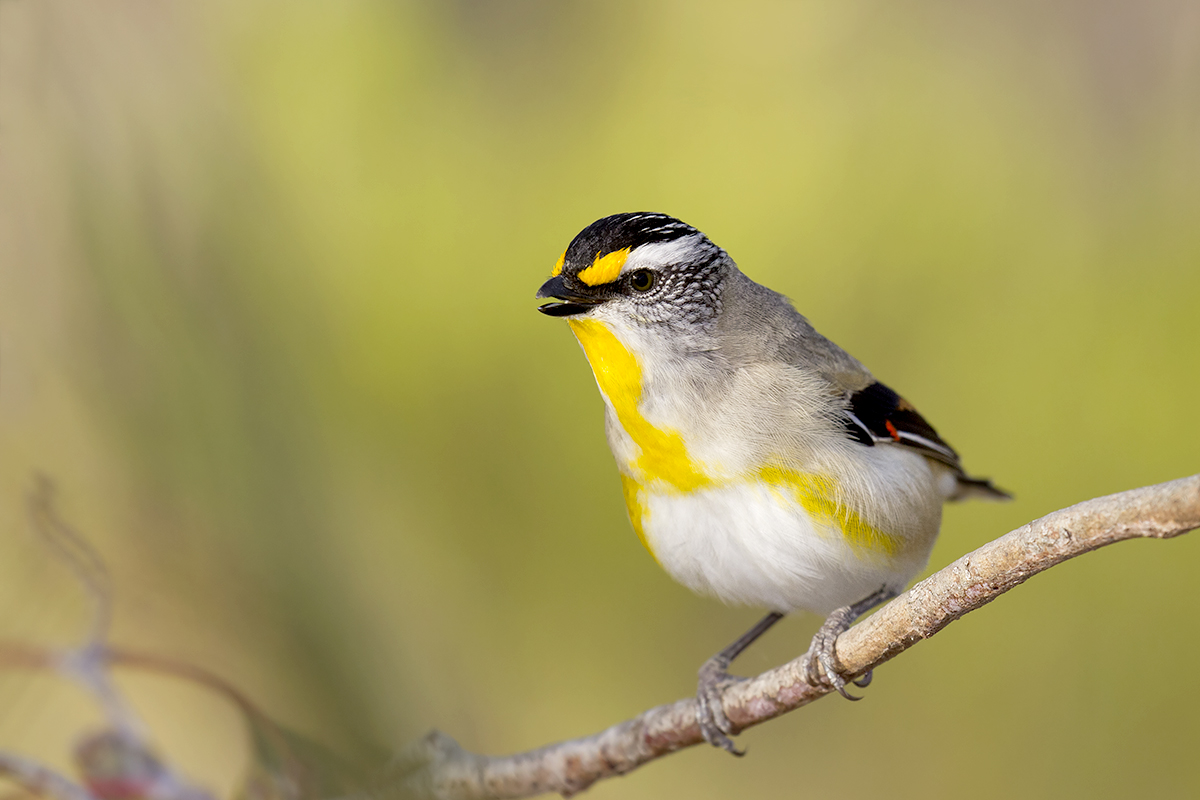
Esemplare si accinge a cantare.

Si tratta di uccelli dalle abitudini di vita essenzialmente diurne, che passano la maggior parte della giornata fra i rami di alberi e cespugli alla ricerca di cibo, ritirandosi poi verso il tramonto su rami elevati dove passare la notte riposando ben nascosti fra il fogliame, al riparo da predatori ed intemperie.

Il pardaloto striato è un uccello che vive da solo o in coppie, non di rado aggregandosi a stormi misti in compagnia di altre specie di uccelli: durante le loro attività, spesso questi uccelli emettono richiami di due note (simili all'antifurto di una macchina che entra in azione) a scopo territoriale.

### Alimentazione

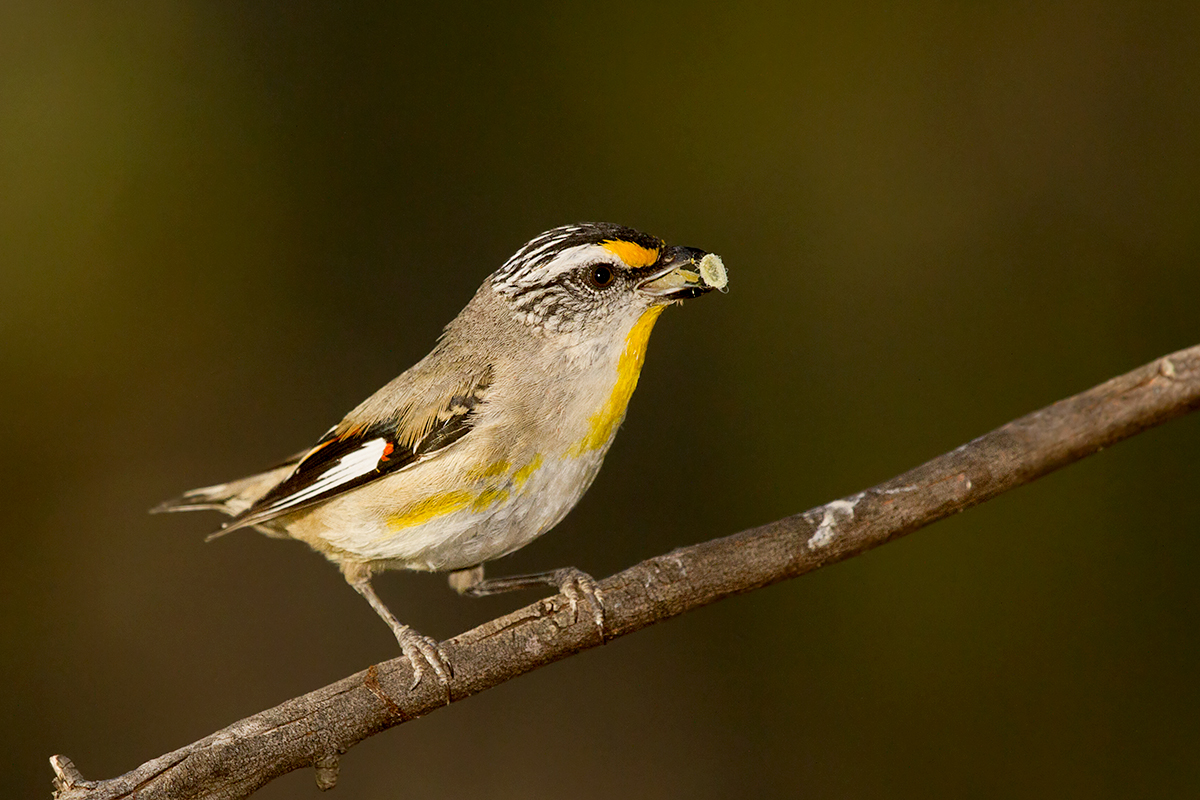
Esemplare con cibo nel becco.

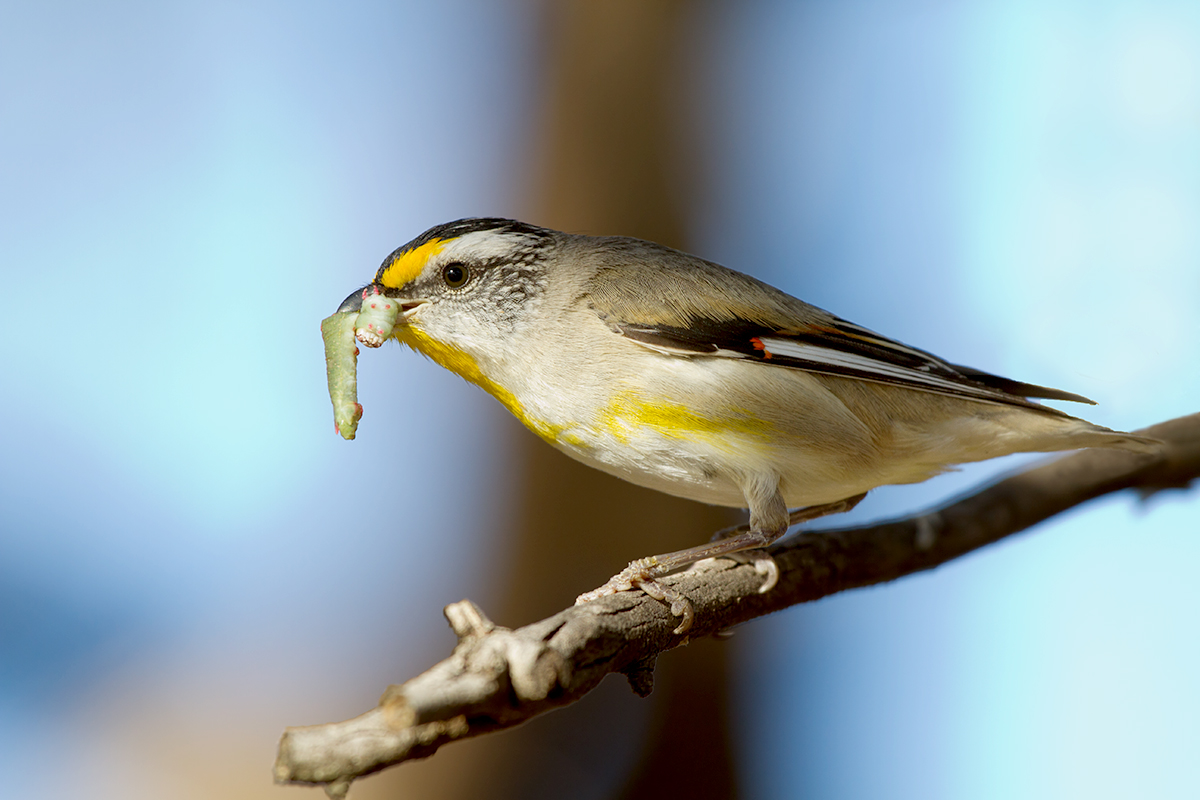
Esemplare con cibo nel becco.

Si tratta di uccelli insettivori, la cui dieta si basa sulle larve degli psillidi e dalla melata che esse secernono e che le ricopre: il cibo viene cercato fra le foglie, mantenendosi nella canopia per la maggior parte del tempo.

I pardaloti striati si nutrono inoltre di altri piccoli insetti ed invertebrati, nonché (sebbene sporadicamente) di bacche e piccoli frutti maturi: un singolo esemplare venne osservato uccidere e cibarsi una piccola lucertola.

### Riproduzione
Si tratta di uccelli monogami, che non sembrano avere una stagione riproduttiva ben definita (pur tendendo a mostrare picchi delle nidificazioni fra agosto e dicembre, almeno nella parte meridionale del proprio areale) ma sono in grado di riprodursi durante tutto l'arco dell'anno, portando generalmente avanti due covate l'anno.

I due sessi collaborano in tutte le fasi dell'evento riproduttivo, alternandosi nella costruzione del nido, nella cova e nell'allevamento della prole.

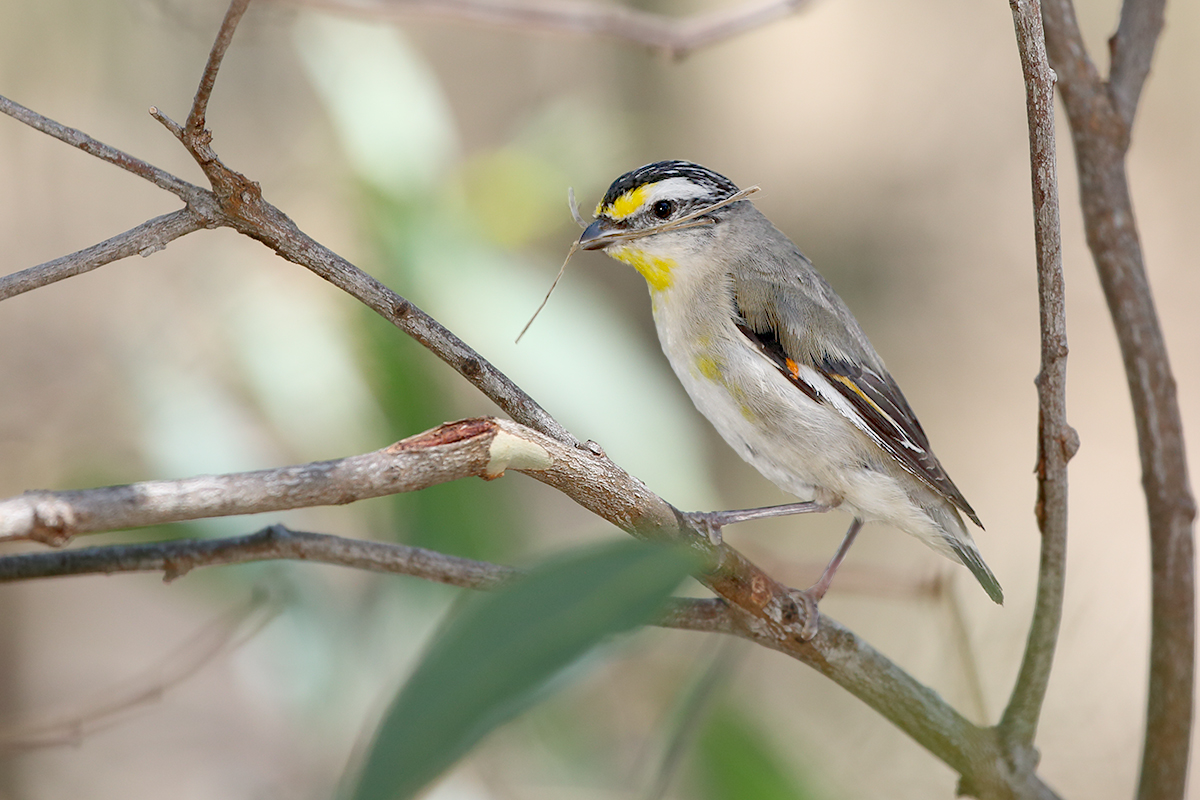
Esemplare con materiale per il nido nel becco.

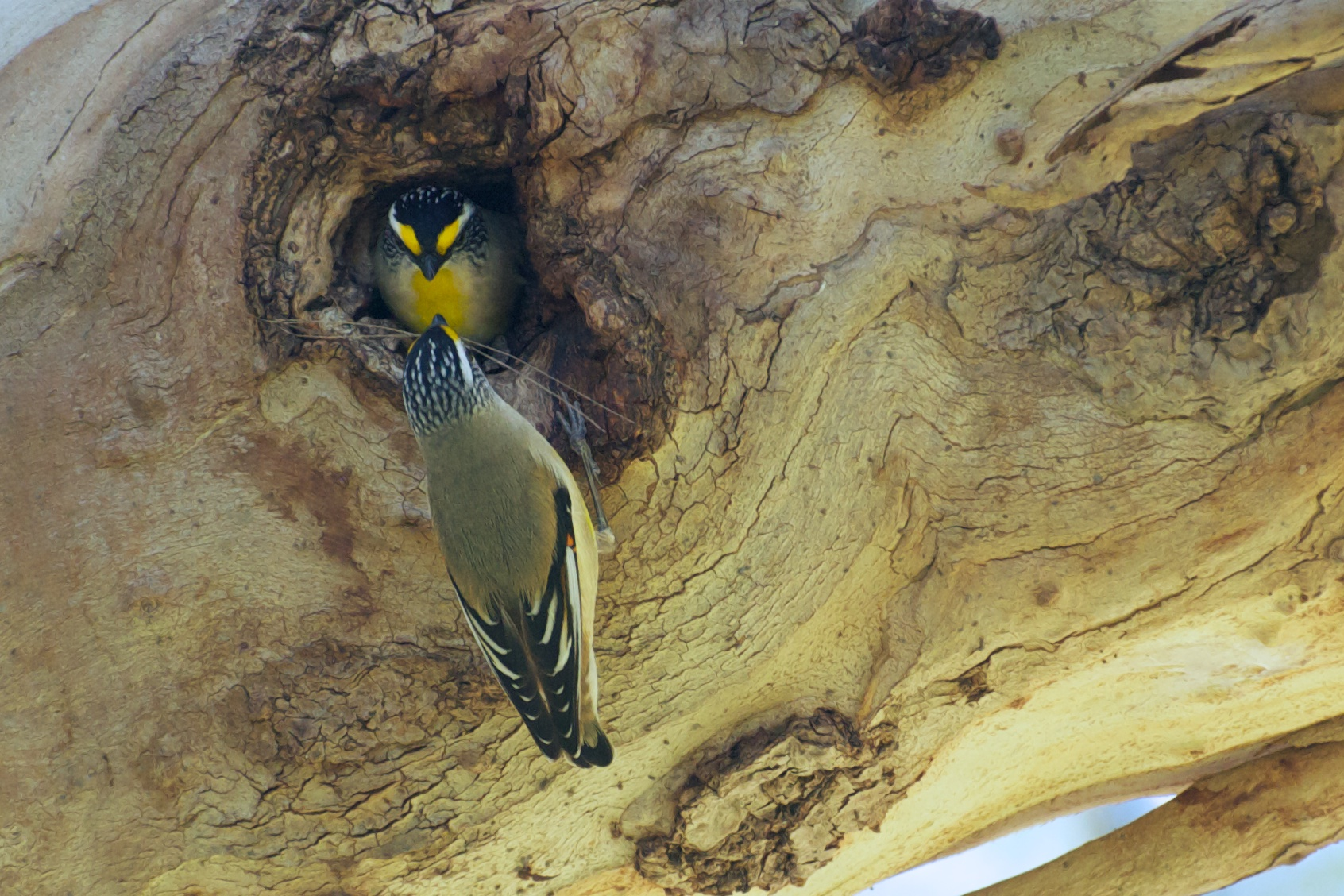
Coppia nidificante presso Perth.

Il nido, a forma di coppa, e viene costruito con pezzetti di corteccia, steli d'erba secca e pelame: esso viene ubicato in una cavità, con le coppie che per edificarlo possono scavare tunnel orizzontali nel suolo con camera di cova terminale (come osservabile fra gli altri pardaloti), ma anche nidificare in cavità dei tronchi o in spaccature di rocce e muri.

All'interno del nido, la femmina depone 2-5 uova arrotondate e biancastre, che si alterna a covare col maschio per circa una ventina di giorni: i pulli sono ciechi ed implumi, e vengono imbeccati e accuditi da ambedue i genitori. In tal modo, essi sono pronti per l'involo a circa tre settimane di vita: una volta in grado di volare, i giovani seguono i genitori durante i loro spostamenti giornalieri alla ricerca di cibo, chiedendo loro di tanto in tanto l'imbeccata (sebbene sempre più sporadicamente).

I giovani si allontanano dai genitori in maniera definitiva a circa un mese e mezzo dalla schiusa, rendendosi in tal modo indipendenti e disperdendosi.

## Distribuzione e habitat

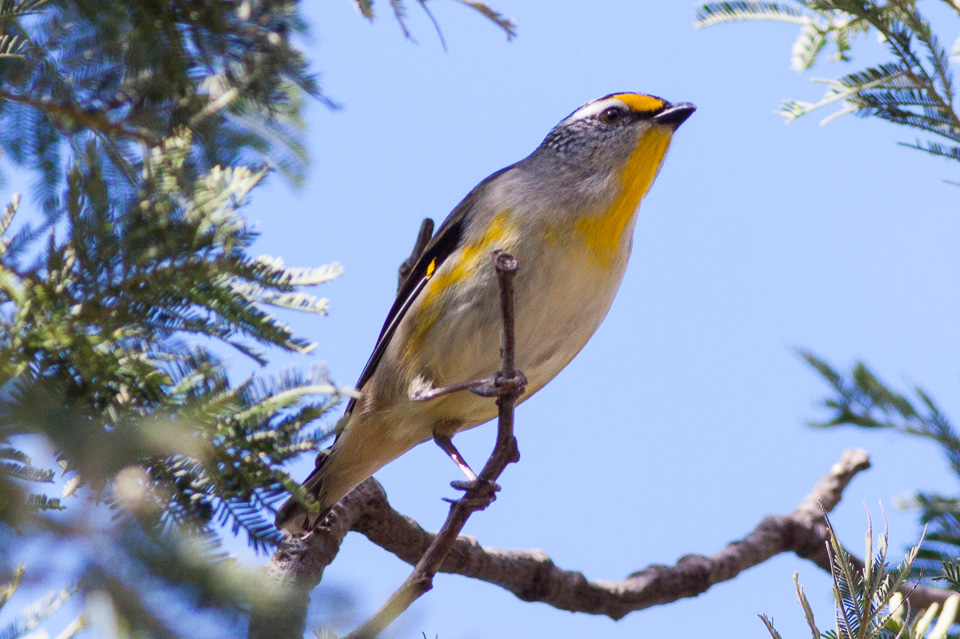
Esemplare a Hobart.

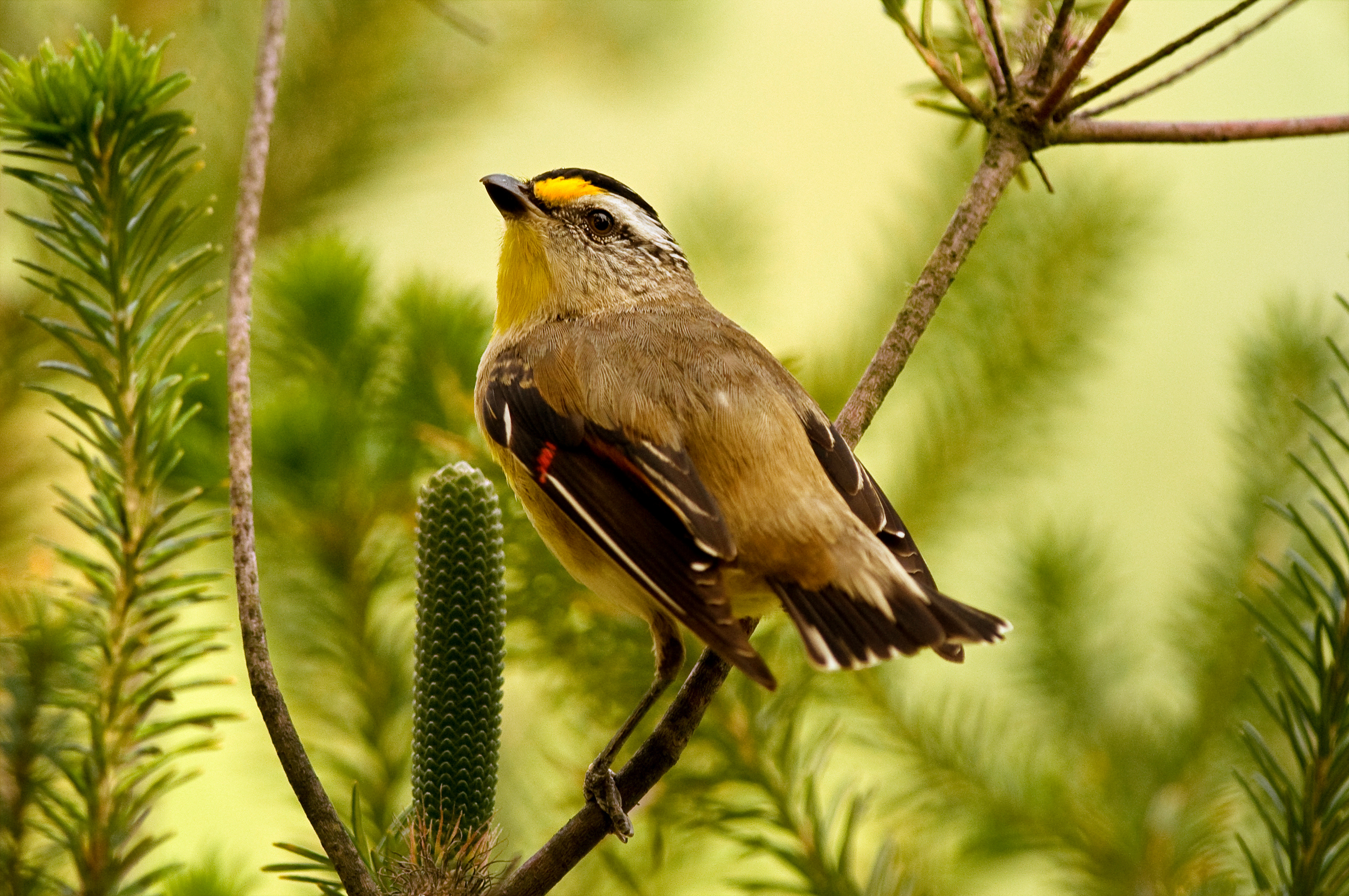
Esemplare nel Victoria.

Il pardaloto striato è endemico dell'Australia, della quale popola con areale disgiunto l'estremità sud-occidentale dalla Shark Bay alle propaggini occidentali della piana di Nullarbor, la fascia costiera settentrionale dal Pilbara nord-orientale alle coste sud-occidentali del golfo di Carpentariaed un'ampia fascia costiera che va dalla base sud-orientale della penisola di Capo York alla penisola di Eyre ed all'omonimo lago: la specie abita inoltre la Tasmania e l'area di Alice Springs.

I pardaloti striati, a differenza dei loro congeneri, sono soliti compiere spostamenti anche di una certa entità durante i mesi non riproduttivi, popolando virtualmente tutta l'Australia, fatta eccezione per le aree aride interne del Queensland e dell'Australia Occidentale.
Si tratta di uccelli molto adattabili in termini di habitat, che popolano un ampio range di ambienti che vanno dalla foresta primaria alla boscaglia cespugliosa semiarida: la loro presenza è legata alla predominanza dell'eucalipto (dal quale la specie dipende) nella componente vegetale.

## Tassonomia
Se ne riconoscono sei sottospecie:
- Pardalotus striatus striatus (Gmelin, 1789) - la sottospecie nominale, diffusa in Tasmania e nelle isole dello stretto di Bass e migrante anche nel Victoria;
- Pardalotus striatus substriatus Mathews, 1912 - diffusa nella porzione centrale e occidentale dell'areale occupato dalla specie, oltre che all'isola dei Canguri;
- Pardalotus striatus ornatus Temminck, 1826 - diffusa nella porzione sud-orientale dell'areale occupato dalla specie;
- Pardalotus striatus melanocephalus Gould, 1838 - diffusa nel nord-est dell'areale occupato dalla specie;
- Pardalotus striatus melvillensis Mathews, 1912 - endemica delle isole Tiwi;
- Pardalotus striatus uropygialis Gould, 1840 - diffusa nella porzione settentrionale dell'areale occupato dalla specie;

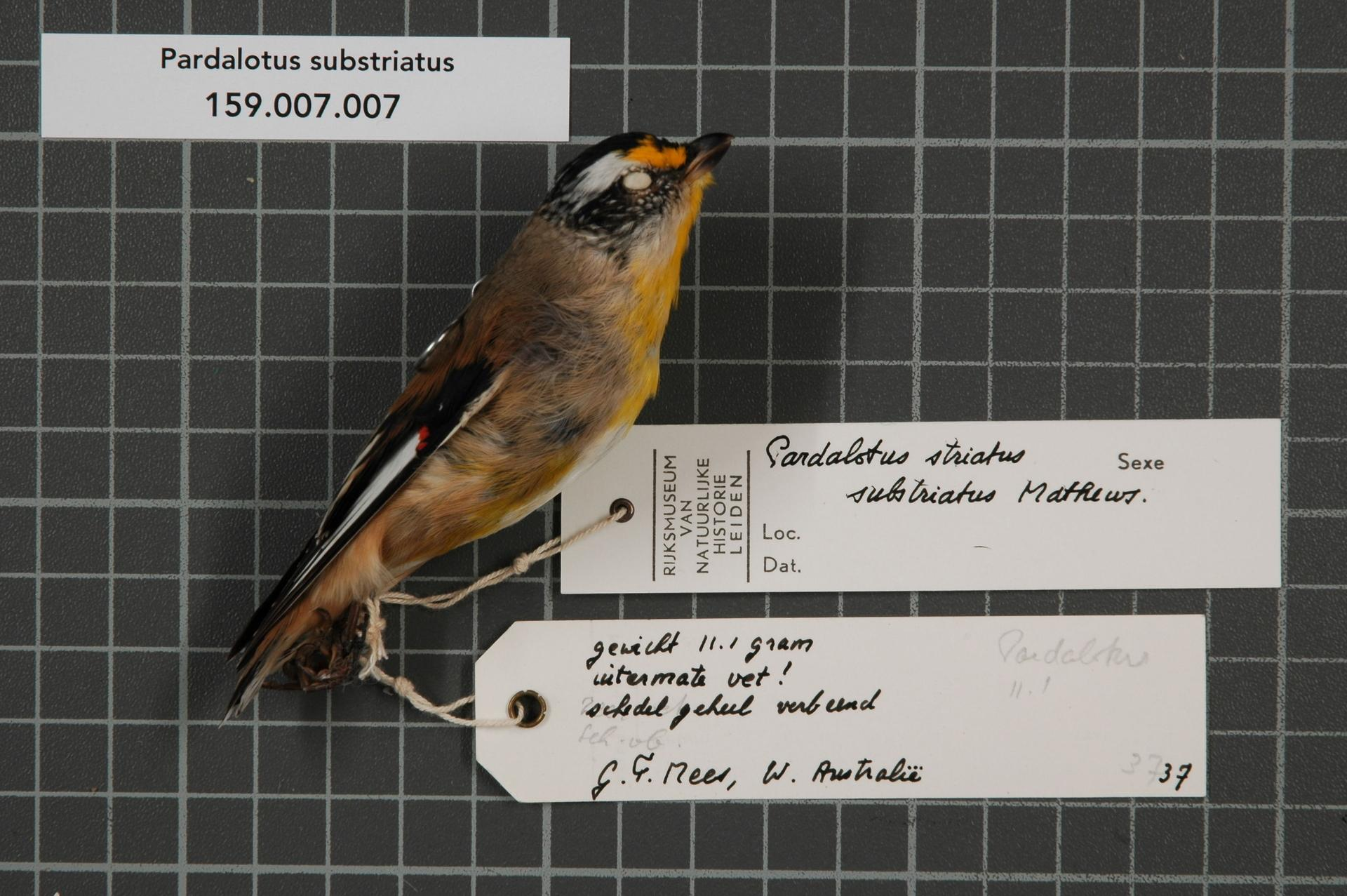
Femmina impagliata della sottospecie substriatus.
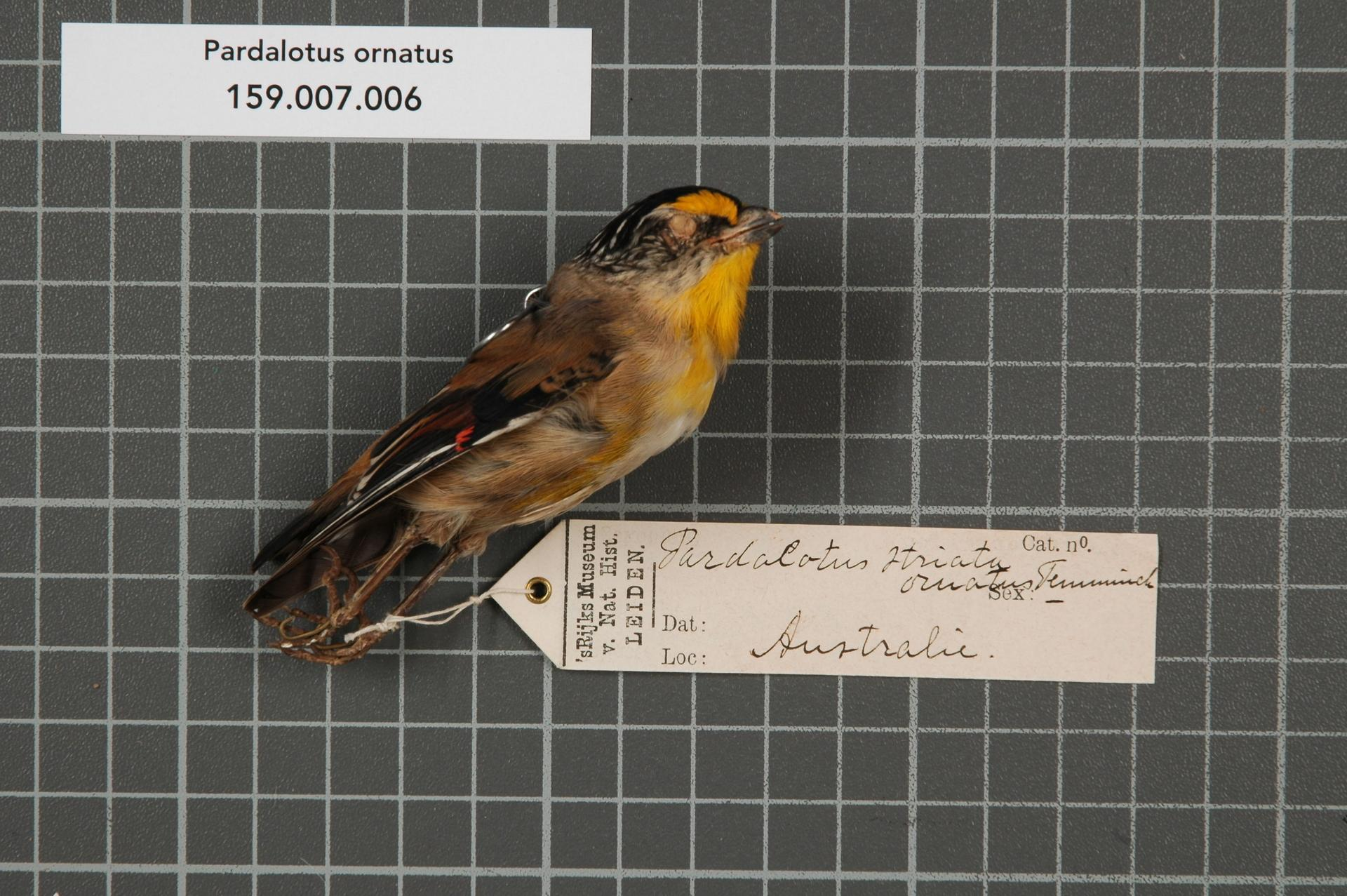
Esemplare impagliato della sottospecie ornatus.
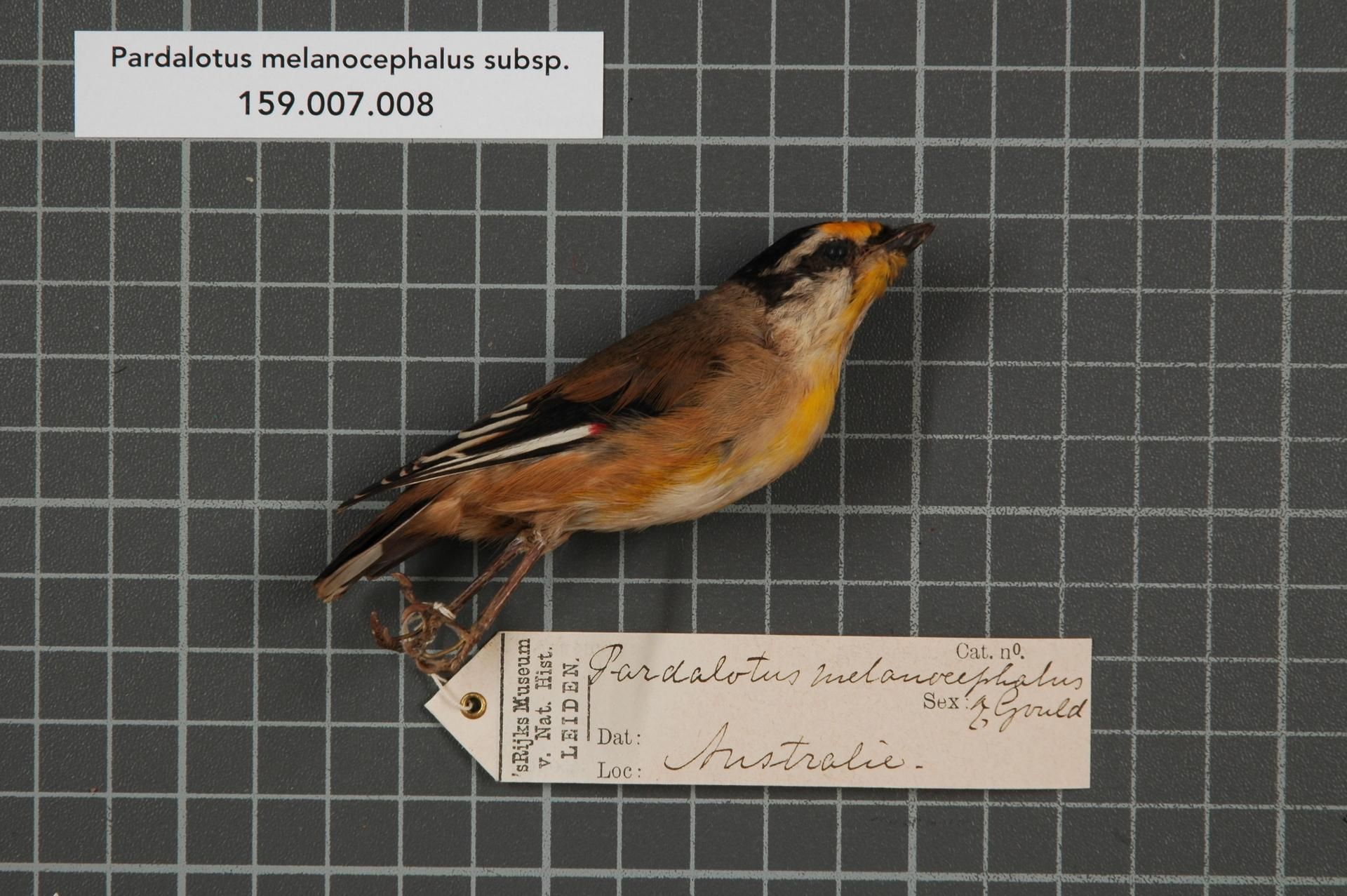
Maschio impagliato della sottospecie melanocephalus.

Alcuni autori riconoscerebbero inoltre le sottospecie bowensis del Queensland centro-orientale, barroni dell'area di Cairns (ambedue sinonimizzate con melanocephalus) e restrictus del Queenslad settentrionale, sinonimizzata con uropygialis.

In passato, le sottospecie substriatus, ornatus ed il complesso uropygialis-melvillensis-melanocephalus sono state considerate tre specie a sé stanti, coi nomi rispettivamente di Pardalotus substriatus, P. ornatus e P. melanocephalus: tuttavia le uniche differenze fra le varie popolazioni (che si meticciano con facilità) sono nella colorazione, sicché viene in genere ritenuto più corretto classificarle tutte come sottospecie di un'unica specie.